# Hyosciurus ileile
Hyosciurus ileile är en däggdjursart som beskrevs av Archbold och Tate 1936. Den ingår i släktet Hyosciurus och familjen ekorrar. IUCN kategoriserar arten globalt som sårbar. Inga underarter finns listade i Catalogue of Life.

## Beskrivning
Släktet känns igen på den långa nosen och den korta, kraftiga svansen. Hos denna art är pälsen på ovansidan ganska mörkt brun med ljusare fläckar, på undersidan gråbrun med en beige mittstimma. Kroppslängden är 22 till 23 cm exklusive den omkring 12 cm långa svansen, och vikten är mellan 315 och 400 g.

## Utbredning
Denna ekorre är endemisk för Sulawesi i Indonesien, där den förekommer i de västra bergen samt troligen också i de nordvästra lågländerna och bergsskogarna på den norra halvön.

## Ekologi
Arten vistas i skogar och buskskogar i låglandet och i bergstrakter upp till 1 700 meter över havet. 
Den söker efter föda bland löven på marken. Födan består av växtdelar som fikon och ekollon samt leddjur.